# Macrosiphum cholodkovskyi
Macrosiphum cholodkovskyi är en insektsart som först beskrevs av Alexandre Mordvilko 1909.  Macrosiphum cholodkovskyi ingår i släktet Macrosiphum och familjen långrörsbladlöss. Arten är reproducerande i Sverige. Inga underarter finns listade i Catalogue of Life.